# 福建體育會
香港福建體育會（簡稱福建；英文：Fukien Athletic Club），成立於1925年，是香港一間歷史悠久的體育會，設有籃球部、足球部、乒乓球部和南音組等。足球隊曾經在香港職業足球聯賽角逐，目前在香港丙組聯賽作賽。

## 球隊歷史
香港福建體育會成立於1925年，最初是由福建同鄉組織而成。創建之初，得到閩籍愛國華僑陳嘉庚先生以及其他知名人士的大力支持，當時香港體壇享有一定聲望。抗戰香港淪陷後，體育會也隨之關閉，一直到1947年二戰大戰結束兩年後才復會，以提倡國術為當時活動的重點。
屬下足球隊於1930年，已加入當年新成立的香港丙組足球聯賽 ，並於1976年重新組建後﹐積極參加由香港足球總會主辦的各項賽事﹐常獲佳績﹐為普及香港群眾性的足球運動做出積極貢獻。1989年榮獲全港初級銀牌賽冠軍﹑“總督盃”冠軍及乙組聯賽季軍﹐成績為歷年之冠。此後多年來一直在乙、丙組角逐，並曾多次放棄升班職業聯賽資格，直至2001–02年度球季，福建再次贏得乙組聯賽冠軍，才首次升上甲組頂級聯賽作賽。

## 球隊近況
2013-14年，成功獲得多名豐富營運足球會經驗之好友加盟，一起營運球隊，最終位列第8名完成聯賽(11隊)。
2014-15年，成功取得聯賽第4名(14隊)，成績中上。
2015-16年，決定改以年青球員掛帥，配合一班舊有功臣，最終有驚無險下，以第9名完成聯賽(16隊)，成功留級丙組。
2016–17年，成功取得丙組聯賽第4名(14隊)，因足總改制下，獲得升上乙組聯賽參賽資格。
2017-18年，於乙組聯賽，半季成績14隊位列第6，下半季大好形勢下，最後5場只需多取3分便可以護級成功，可惜最後運氣欠佳下，最終竟5場不勝，不幸降班。
2018-19年，球隊決定保留上季九成球員，與球隊共同進退，最終開局欠佳下，以第6名(14隊)完成聯賽。
2019-20年，球季一半因疫情影響令聯賽腰斬，結果僅完成首循環後，球隊以第6名(16隊)完成聯賽。
2020-21年，聯賽受疫情影響下，取消升降制，無壓力下，球隊以培能年青球員為主，開心足球，最終以第9名(16隊)完成聯賽。
2021-22年，球隊將士用命下，一直於聯賽排前列位置，最終奪得第 3 名(16隊) 完成丙組聯賽，同時亦奪得當屆聯賽盃季軍。
2023-24年，球隊季尾表現不順，多次被完場前絕殺，最終以7勝/9和/12負，28戰30分，以第12名 (15隊) 完成丙組聯賽。
2024-25年，總結球隊全季表現，高層表示，今屆整個丙組聯賽，除冠軍隊外，整個聯賽球隊實力相當接近，球隊由季初出閘脫腳既情況下，最終仍然趕上達成季前目標，取得聯賽第5位（16隊），過程當然有好多可以做得更好既地方，但各位球員永不放棄既態度，及部份球員既明顯進步，總括管理層對球員表現係滿意收貨既，亦感恩球隊團結一致，先可以成功捱過難關，重回正軌。

## 球隊榮譽
| 榮譽          | 次數        | 年度                            |
| 本 土 聯 賽   | 本 土 聯 賽 | 本 土 聯 賽                     |
| ------------- | ----------- | ------------------------------- |
| 乙組聯賽 冠軍 | 1           | 2001–02年                       |
| 丙組聯賽 冠軍 | 1           | 1988–89年                       |
| 本 土 盃 賽   |             |                                 |
| 初級銀牌 冠軍 | 3           | 1989–90年、2000–01年、2006–07年 |

## 職球員名單

### 球員名單 (2024-25球季丙組)
| 號碼   | 國籍   | 球員名字                       | 出生日期       | 加盟年份 | 前屬球會 | 備註   |
| 守門員 | 守門員 | 守門員                         | 守門員         | 守門員   | 守門員   | 守門員 |
| ------ | ------ | ------------------------------ | -------------- | -------- | -------- | ------ |
| 17     | 香港   | 陳樂謙 (Chan Lok Him)          | 1994年6月12日  | 2017年   | 自由身   |        |
| 19     | 香港   | 陸善宇 (Luk Sin Yu)            | 1995年7月5日   | 2015年   | 自由身   |        |
| 66     | 香港   | 施朗頴 (Si Long Wing)          | 2000年10月5日  | 2024年   | 自由身   |        |
| 後衛   |        |                                |                |          |          |        |
| 2      | 香港   | 吳狄霖 (Ng Tik Lam)            | 1992年8月13日  | 2017年   | 觀塘     | 副隊長 |
| 3      | 香港   | 鄭行 (Cheng Hang, Micah)       | 1999年1月7日   | 2024年   | 自由身   |        |
| 4      | 香港   | 梁國鋒 (Leung Kwok Fung)       | 1996年12月8日  | 2021年   | 自由身   |        |
| 13     | 香港   | 陳加璁 (Chan Ka Tsung)         | 2002年11月5日  | 2020年   | 深水埗   |        |
| 20     | 香港   | 劉振威 (Lau Chun Wai)          | 2001年4月20日  | 2020年   | 沙田     |        |
| 23     | 香港   | 林浩賢 (Lam Ho Yin)            | 1982年1月1日   | 2024年   | 自由身   |        |
| 38     | 香港   | 麥俊麒 (Mak Chun Ki)           | 1995年6月27日  | 2015年   | 自由身   |        |
| 88     | 香港   | 李永康 (Li Wing Hong)          | 1987年11月1日  | 2016年   | 自由身   | 副隊長 |
| 中場   |        |                                |                |          |          |        |
| 5      | 香港   | 陳展杰 (Chan Chin Kit)         | 1993年1月9日   | 2024年   | 自由身   |        |
| 7      | 香港   | 陳健聰 (Chan Kin Chung)        | 1996年2月6日   | 2021年   | 虎門     |        |
| 8      | 香港   | 徐卓朗 (Chui Cheuk Long)       | 1996年1月4日   | 2023年   | 自由身   |        |
| 10     | 香港   | 陶健森 (To Kin Sam, Christian) | 1989年7月24日  | 2014年   | 自由身   |        |
| 11     | 香港   | 莫榮桂 (Mok Wing Kwai)         | 1981年12月24日 | 2013年   | 駒騰     | 隊長   |
| 12     | 香港   | 文嘉昌 (Man Ka Cheong)         | 1993年4月21日  | 2016年   | 自由身   |        |
| 15     | 香港   | 沈裕煒 (Shum Yu Wai)           | 1989年10月6日  | 2024年   | 光華     |        |
| 16     | 香港   | 黃皓程 (Wong Ho Ching)         | 2005年5月21日  | 2023年   | 沙田     |        |
| 28     | 香港   | 鍾曜聲 (Chung Yiu Sing)        | 1995年2月8日   | 2017年   | 自由身   |        |
| 29     | 香港   | 姚家俊 (Iu Ka Chun)            | 1998年9月16日  | 2021年   | 自由身   |        |
| 39     | 香港   | 葉澤霖 (Yip Chak Lam)          | 1998年2月10日  | 2024年   | 自由身   |        |
| 前鋒   |        |                                |                |          |          |        |
| 6      | 香港   | 周振豪 (Chow Chun Ho)          | 2000年1月15日  | 2024年   | 淦源     |        |
| 14     | 香港   | 麥卓賢 (Mak Cheuk Yin)         | 1996年4月5日   | 2024年   | 葛士寶   |        |
| 18     | 香港   | 董啟源 (Tung Kai Yuen)         | 2004年7月17日  | 2021年   | 自由身   |        |
| 22     | 香港   | 莊展孝 (Chong Chin Hau)        | 1993年10月6日  | 2023年   | 葵青     |        |
| 80     | 香港   | 盧俊傑 (Lo Chun Kit)           | 1996年3月26日  | 2021年   | 自由身   |        |

## 曾效力球員
本地球員
| - 陳豪文 - 陳公博 - 鄭皓文 - 張景驊 - 張寶春 - 趙俊傑 - 朱國良 - 朱偉霖 - 馮振霆 - 馮啟匡 - 梁卓長 - 李思龍 - 李思明 - 李達剛 | - 麥國輝 - 潘文俊 - 蘇來強 - 唐建文 - 黃志輝 - 黃志強 - 李卓霖 - 黃展鴻 - 王國強 - 王國斌 - 張春暉 - 高梵 - 史提夫 |

外援球員
| - 雅迪 - 比連 |